# 卡米耶·畢沙羅
卡米耶·畢沙羅（Camille Pissarro 法語：[kamij pisaʁo]，1830年7月10日—1903年11月13日），是一位丹麦裔法國的印象派、新印象派畫家。畢沙羅喜好寫生，畫了相當多的風景畫，他的後期作品是印象派中點彩畫派的佳作，此外，畢沙羅的人像畫也有他特殊的風格。
1873年开始，他成为印象派画家中的中心人物。根据艺术史学家约翰·雷沃德的说法，这不仅是因为他是印象派画家中最年长者，也是因为他和蔼、善良的性格。作为一名活跃的画家，1874年至1886年巴黎印象派画家举办的八次画展中只有他的作品每次都有展出。

## 早年

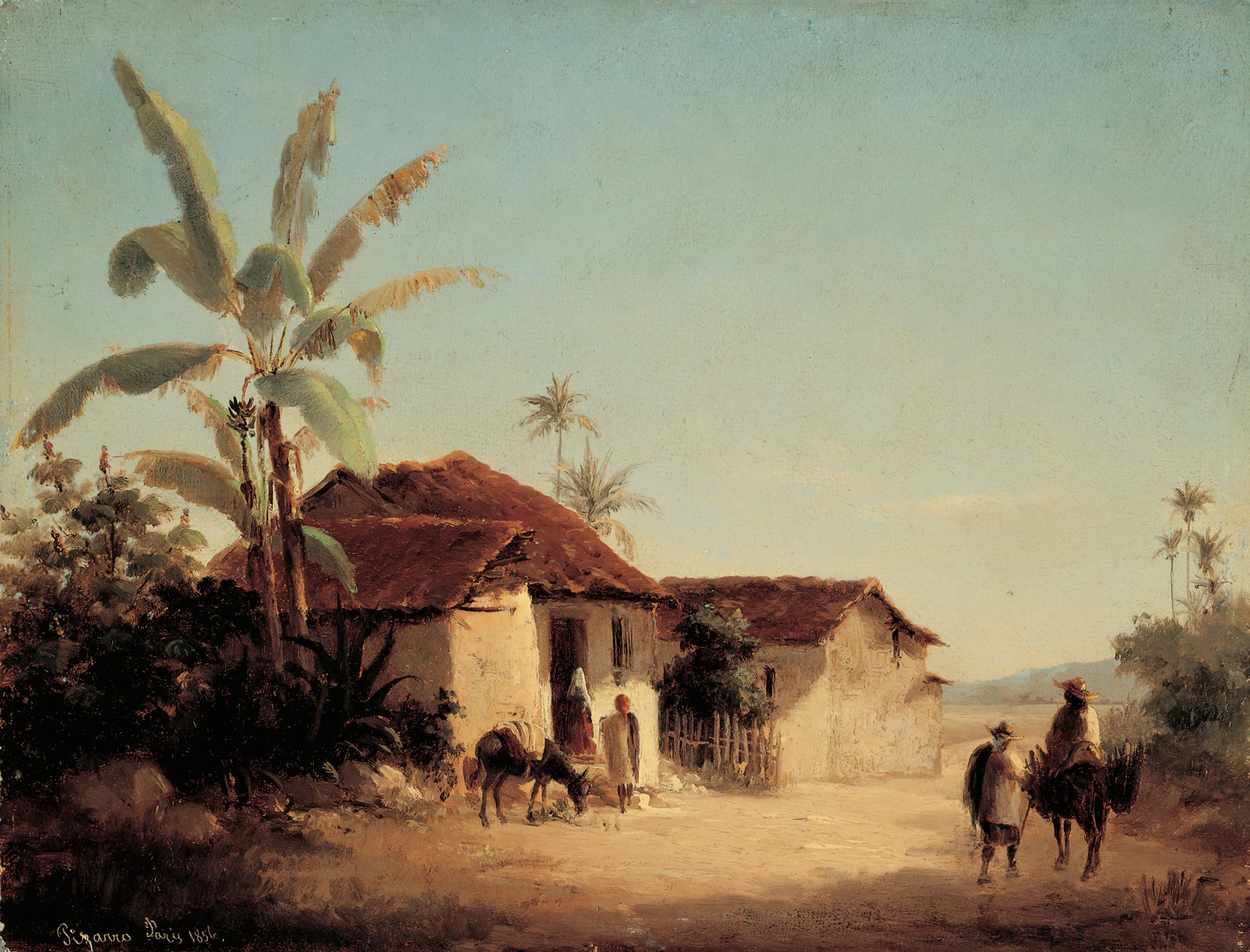
《农舍和棕榈树》，约1853年，加拉加斯国家美术馆

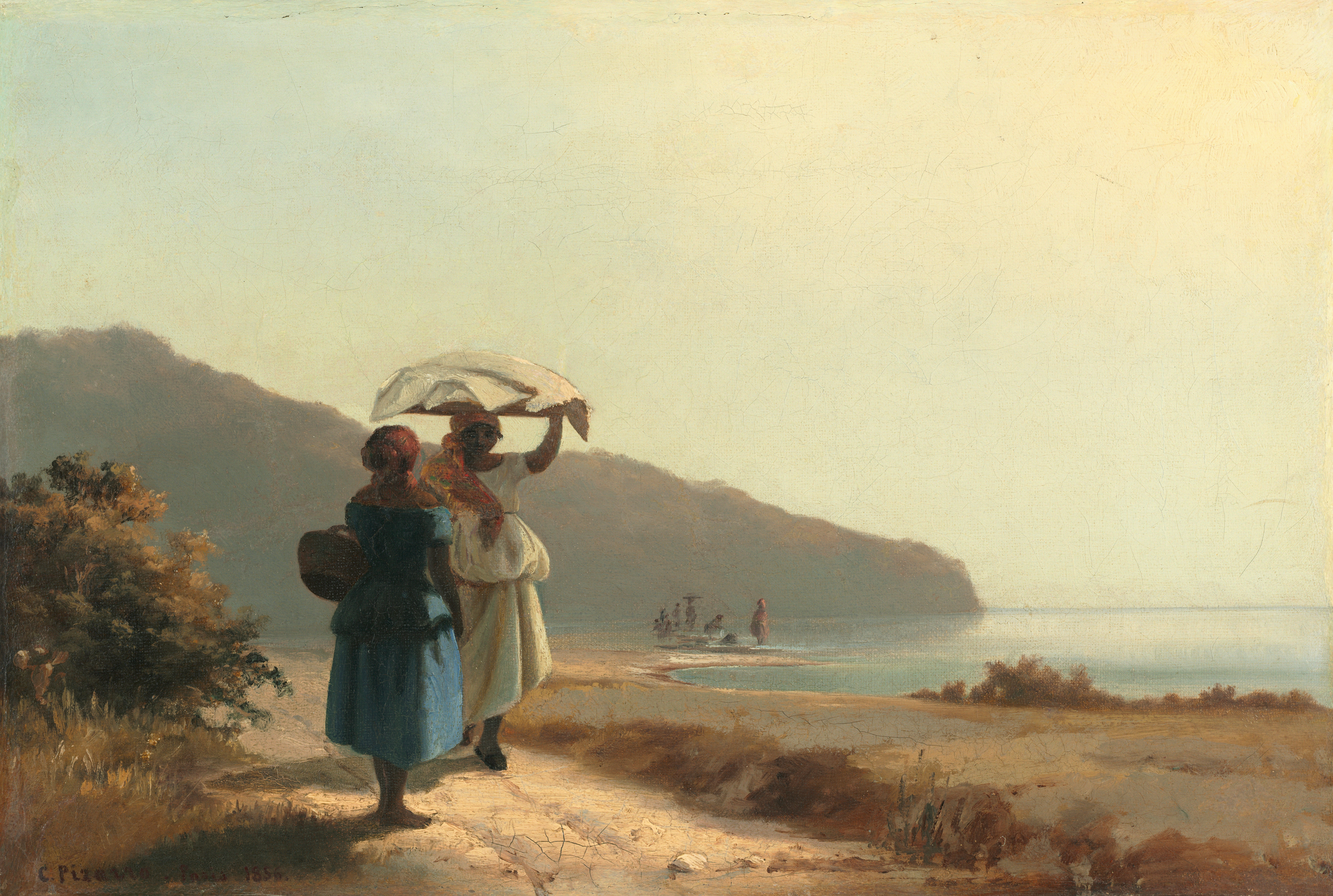
《在海边交谈的两个女子》，1856

卡米耶·畢沙羅出生在聖托馬斯島夏洛特阿馬利亞，这是丹麥殖民時期丹屬西印度群島的首府。他父親弗雷德里克是葡萄牙裔法国猶太人，母親蕾切尔也是法國猶太人。其母的家族就住在圣托马斯岛上。二人的婚姻在圣托马斯岛上一度引起轰动。因为弗雷德里克本来是到这里来处理他的舅舅艾萨克· 佩蒂特（Isaac Petit）的五金店生意的，艾萨克当时已经去世，而蕾切尔是他的遗孀。娶女性长辈是犹太人的禁忌。受此影响，他的孩子在当地备受歧视。
12岁时，弗雷德里克把卡米耶·毕沙罗送回法国去读寄宿学校。他在帕西萨瓦里学院上学，并逐渐开始对艺术产生兴趣。他在17岁时返回圣托马斯，按照父亲的意愿帮家里干活，期间仍坚持练习绘画。
他21岁时，住在托马斯岛上的丹麦画家弗里茨·梅尔比（Fritz Melbye）鼓励他成为职业画家。毕沙罗因此离家前往委内瑞拉，他花了两年时间在加拉加斯和拉瓜伊拉练习绘画技巧。1855年他前往巴黎，成为了弗里茨的哥哥安东·梅尔比的助手。

## 在法国

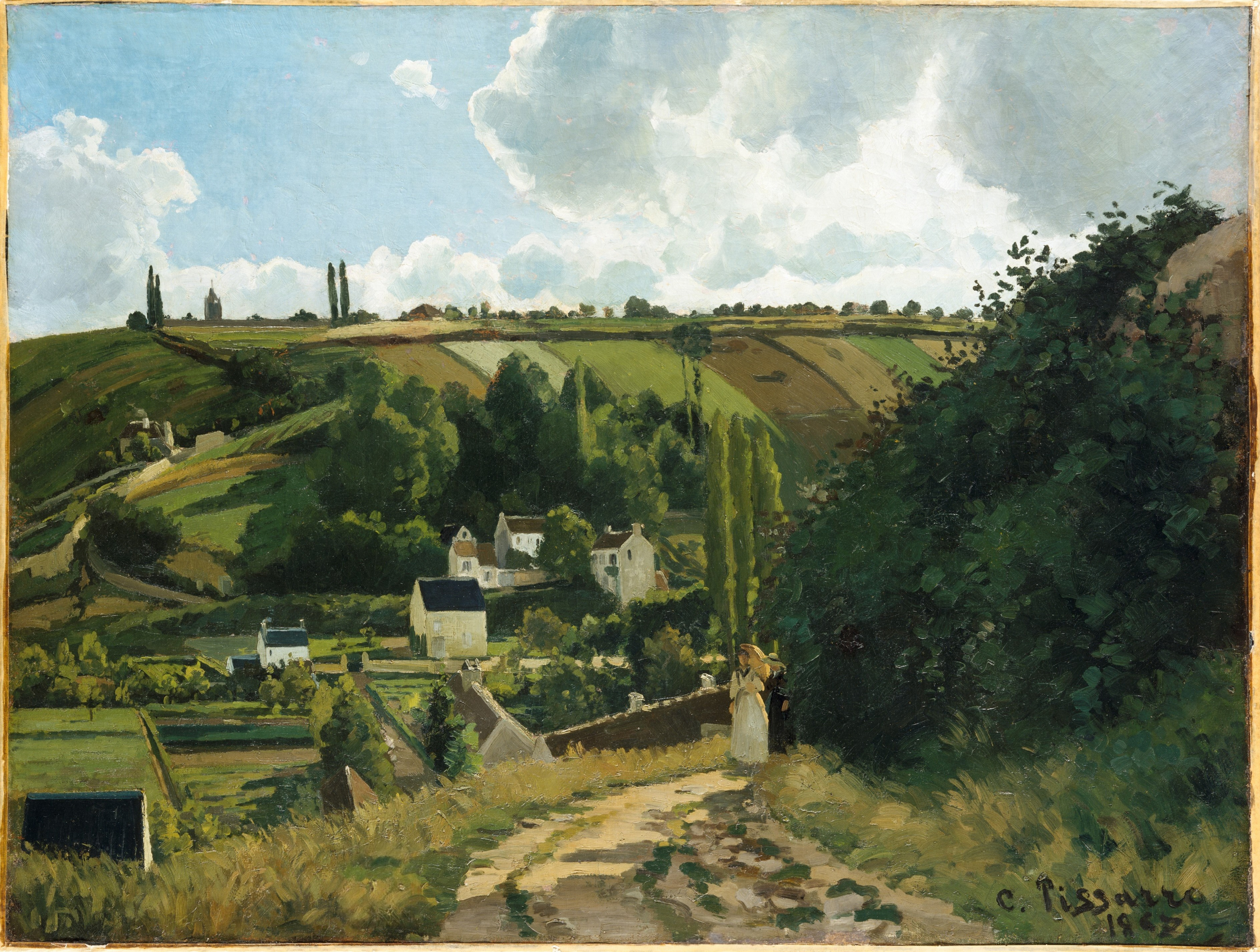
《彭退斯的加来斯山》，1867，大都会艺术博物馆

在巴黎，他也学习过库尔贝、夏爾-弗朗索瓦·多比尼、让-弗朗索瓦·米勒、讓-巴蒂斯·卡米耶·柯洛的画风，上过法國美術學院和瑞士学院的绘画课。他早期画风基本和巴黎沙龙里的学院派风格差不多，1859年首次在该沙龙展出自己的作品。但毕沙罗觉得学院派的教学方法太僵硬，转而从柯洛那里寻求出路:11。他接受过柯洛的私人指导，二人都喜欢绘制乡间风景，因此很有共同语言。:12
同样是1859年，他在瑞士学院读书时结识了包括莫奈、阿尔芒德·基约曼和塞尚等一批年轻画家，他们都不喜欢巴黎沙龙的风气，1863年他们的画又全部在巴黎沙龙落选，因此落选者沙龙应运而生，毕沙罗和塞尚的作品参展，但在当时遭到公众的奚落:16。1860年代末，他开始对日本绘画产生兴趣:19。

## 在伦敦

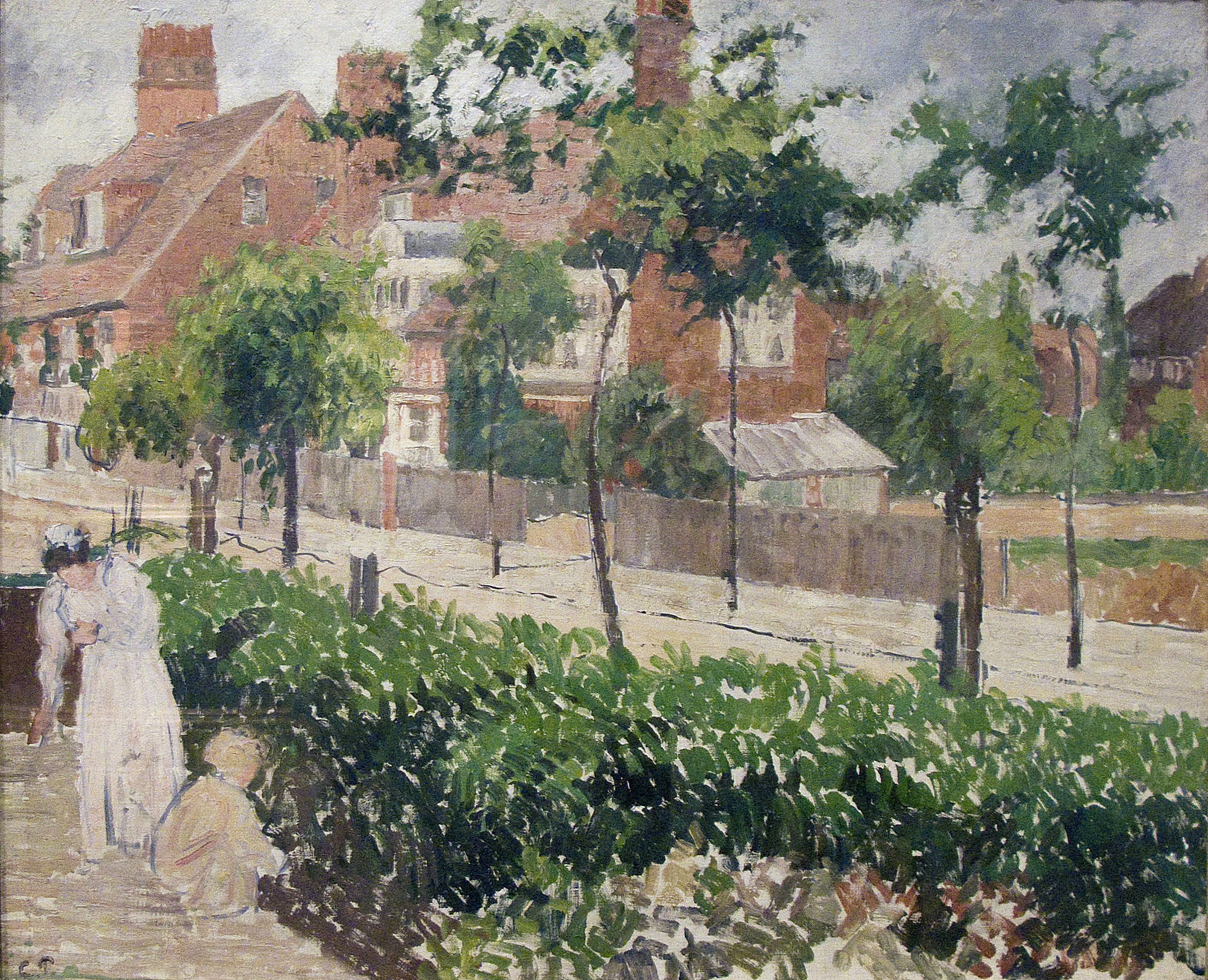
《巴斯路，奇西克》，1897，阿什莫尔博物馆

普法战争爆发后，他迁居到伦敦附近。他前往伦敦后，之前20年间绘制的约1,500幅作品大多丢在了法国，这些画大部分被士兵们用来擦了鞋底，只有约40幅幸免于难:280, 283。
1871年，他和母亲的女仆朱莉（Julie Vellay）在克罗伊登结婚，婚后育有七子。他在伦敦遇到了艺术商保罗·丢朗-吕厄（后来毕沙罗的画多由他经手），吕厄帮他联系上了也待在伦敦的莫奈。他们一块去看了英国画家透纳和康斯特勃的作品，并坚定了继续绘制室外风景画的决心。他逐渐发展出自己的风格。
1872年，他返回法国住在蓬图瓦兹，但1890年再度返英，绘制了十几幅伦敦市中心风景画，1892年又到邱园作画，1897年选择到奇西克采风。

## 印象派

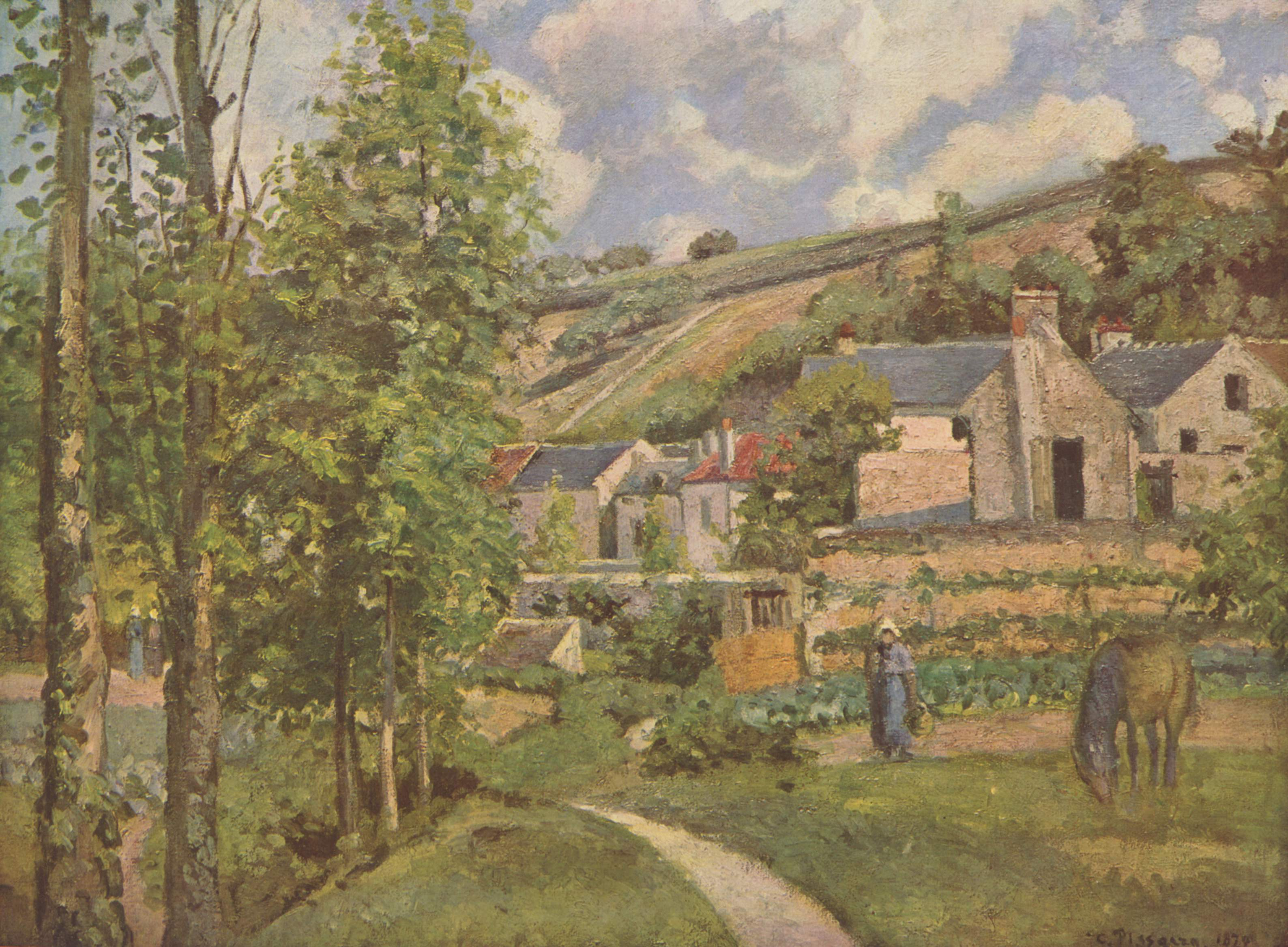
《蓬图瓦兹风景》，1874

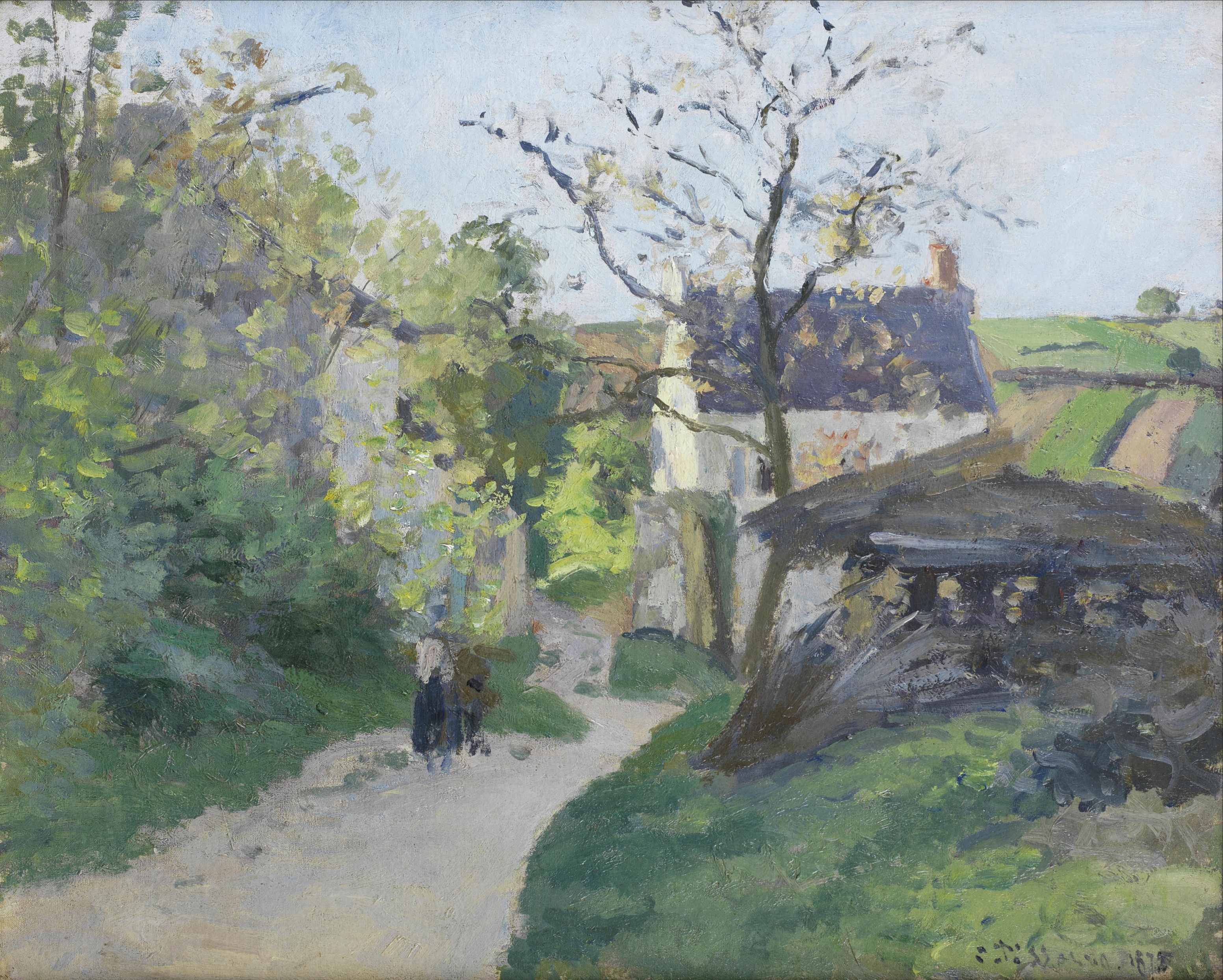
《艾米塔吉的大核桃樹》，1875

回到法国后，他又和塞尚等人联系上，1874年一起组织了第一次的“印象派”展，毕沙罗总共展出了五幅作品，全部都是风景画。印象派的作品遭到很多评论家的批评，说他们的作品主题平庸，而且看起来就像是没画完一样。只有左拉等少数人表示欣赏。:36

### 新印象派

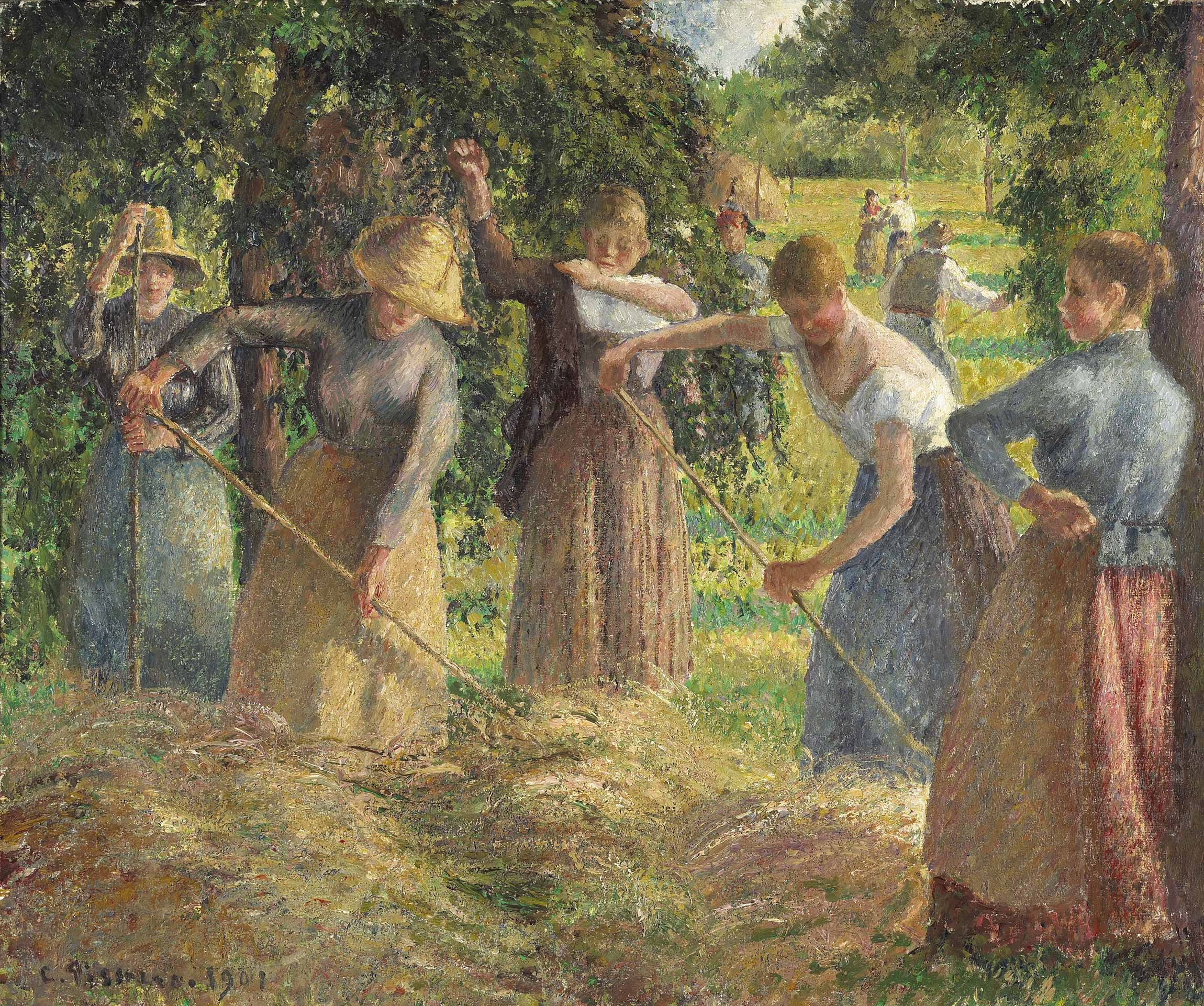
《干草收获》，1901

1880年代，毕沙罗开始探索不同的主题和绘画方法，他又开始绘制在委内瑞拉时就喜欢的乡村人物。1884年，西奧·梵谷询问毕沙罗是否能够让文森特·梵高在他这里寄宿一阵，毕沙罗很欣赏梵高的才能。梵高虽然最终没有来和毕沙罗同住，但毕沙罗仍然指点了一些梵高的光线处理技巧。:43
1885他结识了秀拉和保罗·西涅克，开始走上新印象派的路子。但后来他觉得新印象派风格斧凿痕迹太重，因此又放弃了这条路:41。

## 晚年
毕沙罗晚年眼睛遭受反复感染，以至于只能在暖和的天气里出门作画。因此他大部分时间只好待在室内创作，他曾在鲁昂、巴黎、勒阿弗尔和迪耶普采风。1903年11月13日在巴黎去世，死后葬在拉雪兹神父公墓。

## 影响
毕沙罗在世时，艺术评论家阿尔芒德·西尔韦斯特（Armand Silvestre）说他是印象派里最真实、最天真的人物，艺术史学家狄安娜·凯尔德（Diane Kelder）说他的作品表现出了他个人安静、真诚的品质，认为他在印象派画家们内讧时做过不可忽视的调解工作。
据毕沙罗的儿子吕西安说，毕沙罗和塞尚关系很好，塞尚常步行数英里到蓬图瓦兹拜访毕沙罗，一起交流观点，塞尚很喜欢毕沙罗1860年代之后绘制的作品。塞尚只比毕沙罗小九岁，但却说过：“他对我来说就像是父亲，一个可以谈心的人”。
吕西安也曾随父亲学画，说他的父亲是一个“了不起的老师，从不强加自己的喜好于学生”。高更也曾随毕沙罗学画，说他“有一种未来艺术家必将重新审视的力量”。毕沙罗去世前不久的1902年，高更在给一位朋友的信中说：
|  | 整体来看毕沙罗的作品，尽管有些波折，我们仍会发现它们不仅体现出一种极端的、毫不掩饰的艺术意志，也体现出一种本能的、纯粹的艺术... 他是我的师傅，我绝对不会否认他:45 |

美国画家玛丽·卡萨特在巴黎的时候也结识过毕沙罗，她说毕沙罗“是如此好的一位老师，以至于他能够教石头画好画”。

### 作品

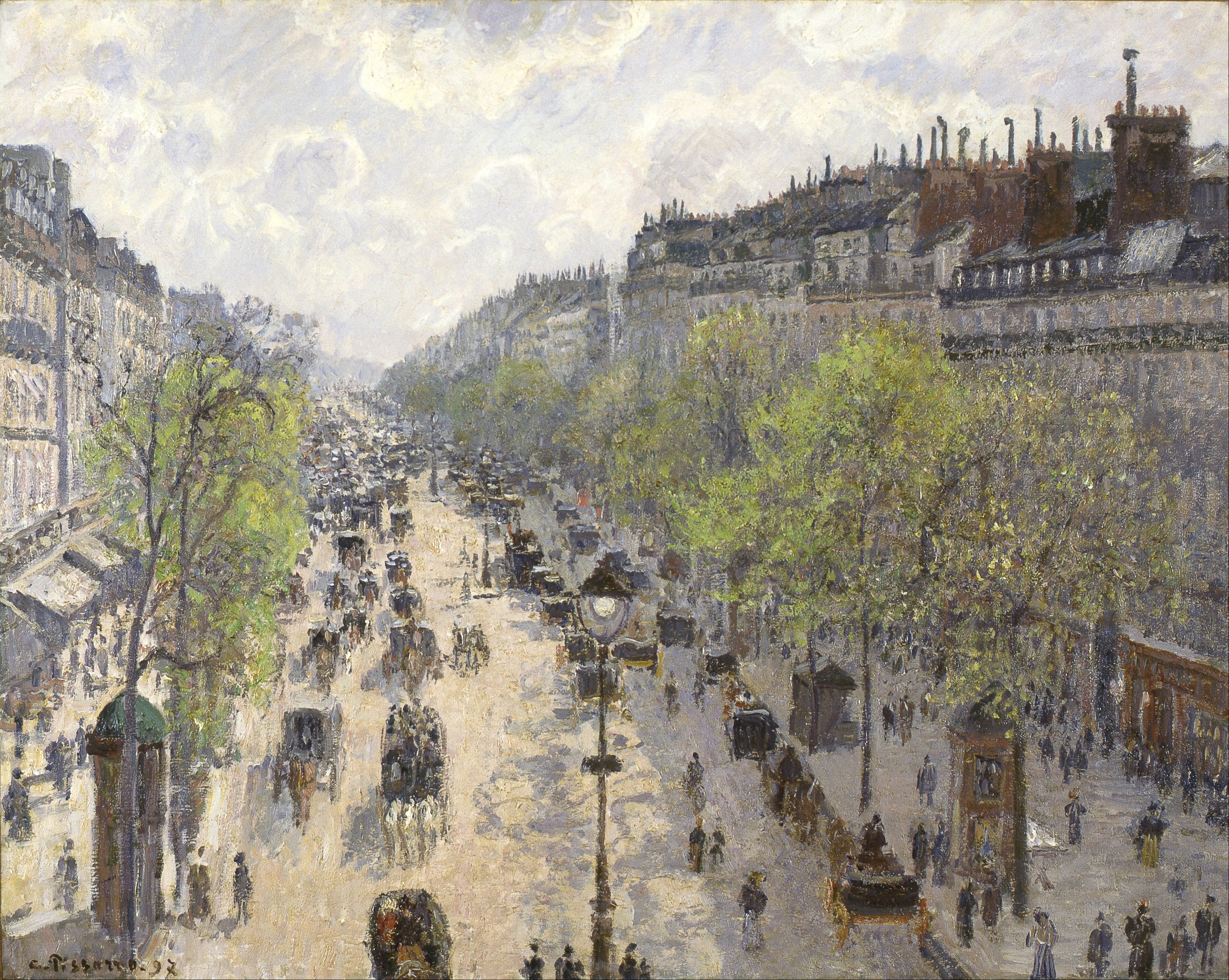
《蒙马特春天早晨的林荫大道》

1930年代，很多犹太人逃离德国，他们收藏的画作却留了下来，流入博物馆或别人手中。毕沙罗1897年绘制的油画《圣奥诺雷街午后雨中》（Rue St. Honoré, Apres Midi, Effet de Pluie）流入马德里的提森-博内米萨博物馆，而原主人的家族已经定居美国。2011年1月，西班牙政府公开拒绝退回这幅画，之后洛杉矶的法院也把画作所有权判给了博物馆。
在世时，毕沙罗的画并不畅销，但去世后价格却一路飙升。2007年，纽约佳士得卖出了4幅毕沙罗的作品，即《四季》（Les Quatre Saisons），成交价为$14,601,000元。2009年11月，纽约苏富比拍卖会上，毕沙罗的《盧昂的大橋和火車站》（Le Pont Boieldieu et la Gare d'Orléans, Rouen, Soleil）以$7,026,500元的价格成交。2014年，德国工业家、大屠杀幸存者马克思·西尔伯贝格（Max Silberberg）收藏的《蒙马特春天早晨的林荫大道》（Le Boulevard de Montmartre, Matinée de Printemps） 在伦敦苏富比以1990万英镑的价格成交。